# Заборовка (Павлодарская область)
Заборовка (каз. Заборовка) — село в Щербактинском районе Павлодарской области Казахстана. Входит в состав Сосновского сельского округа. Код КАТО — 556857400.

## Географическое положение
Расположено в 8 км западнее озера Муздекуль, в 45 км к юго-западу от города Славгород Алтайского края и в 100 км к северо-востоку от города Павлодар.

## Население
В 1999 году численность населения села составляла 251 человек (126 мужчин и 125 женщин). По данным переписи 2009 года, в селе проживало 172 человека (89 мужчин и 83 женщины).

## История
Заборовка основана в 1907 году немцами-меннонитами, выходцами из села Вальдгейм (Waldheim) и других сёл Гальбштадтской и Гнаденфельдской волостей Бердянского уезда Таврической губернии — ныне входящих в Токмакский и Черниговский районы Запорожской области Украины.
Название село получило по фамилии чиновника Переселенческого управления Г. У. З. и З. России Павла Евгеньевича Заборовского (1907 — производитель работ, губернский секретарь; 1913 — старший производитель работ Семипалатинского переселенческого района, титулярный советник).
Среди первых жителей были Абрам Генрихович Левен, Абрагам Абрагамович Унру, Адам Абрамович Унру, Гергард Гергардович Пеннер, Иван Иванович Винс, Яков Иванович Гильдебрандт, Фридрих Абрамович Унру, Иссак Эпп, Давид Иванович Фризен, Иван Нейфельд, Иван Кенн, Генрих Крекер, Генрих Генрихович Брауэр, Генрих Регер, Адам Адамович Ратцлаф, Абрагам Тиссен.
По данным переписи населения на 17 декабря 1926 года в Заборовке проживало 153 человека.
В 1929 году Заборовка пережила организованное И. В. Сталиным раскулачивание, лишение избирательных прав и выселение зажиточных крестьян и религиозных активистов.
В ходе политических репрессий со стороны сталинского Политбюро ЦК ВКП(б) и местных ретивых исполнителей в 1937—1942 годах в Заборовке были арестованы и объявлены «врагами народа», впоследствии реабилитированные, 31 человек, из которых 8 человек было расстреляно и 16 человек умерли в лагерях ГУЛАГа.
В октябре 1941 года в Заборовку были подселены депортированные немцы-лютеране из АССР НП и из Крыма, в 1942 году семьи эвакуированных украинцев и евреев, в 1944 году семьи выселенных с Кавказа чеченцев и ингушей.
В январе-феврале 1942 г. из Заборовки были мобилизованы в Трудармию в г. Нижний Тагил 67 мужчин, из которых от голода, холода и болезней умерло в Тагиллаге 17 чел.
В ноябре 1942 года из Заборовки были мобилизованы и доставлены на работу в район Бугуруслана в Башкирию 75 чел., в основном женщины. В апреле 1943 г. из Заборовки было мобилизовано ещё 5 женщин на строительство Архангельского бумажного комбината.
Оставшиеся в Заборовке дети и старики, а также возвращавшиеся из Трудармии, с 1945 по 1956 год были поставлены под гласный надзор НКВД, лишены права выезда из села.
В 1994—1997 годах большинство коренных жителей Заборовки эмигрировало в Германию. Из потомков основателей села в Заборовке осталось только 5 человек.

## Административное подчинение
В 1908—1913 годах в Заборовке находилось Заборовское Сельское Управление, куда входили и соседние, расположенные в 2—5 км, меннонитские сёла Раевка, Софиевка и Домнинское (Добровка). Первым сельским старостой был Д. И. Фризен. С января 1914 г. в каждом из 4 названных сёл стал избираться свой староста. В 1923—1933 гг Заборовка входит в Вознесенский сельский Совет, 1933—1961 — Раевский сельсовет, с 1961 г. — Сосновский с/совет.
До 1924 г. Заборовка входила в Вознесенскую волость, в 1924—1927 годах — в Володарскую волость, янв.-июнь 1928 г. — в Володарский район, 1928—1962 — в Цюрупинский район, с 1963 года — в Щербактинский район.

## Экономика
Заборовка в 1910 году состояла из 28 дворов-хозяйств с усадьбами по 2,7 га и пахотной землёй по 43,6 га на каждый двор, кроме того имела пастбищ и сенокосов на всё село площадью 546,4 га. Все сельхозработы и транспортировка грузов выполнялись лошадьми, которых каждая семья имела до семи голов. В каждом дворе было до 7 коров и телят, 5 свиней и 40 кур.
Каждый хозяин в среднем в год выращивал по 170 центнеров зерна пшеницы, по 40 ц. ячменя и по 20 ц. овса, а также просо, фасоль, горох, бахчевые, картофель и разные овощи по потребности. У каждого на дворе росли малина, вишня, смородина и крыжовник, а у некоторых и яблони.
Излишки зерна, муки, мяса, масла и яиц вывозились на продажу на рынки городов Павлодара и Славгорода, небольшие количества сдавались в обмен на промтовары в магазин Раевского потребительского общества.
В первые же годы А. А. Ратцлаф на южном краю Заборовки построил мельницу с паровым двигателем, который топили соломой и дровами. После пожара 1911 года А. А. Ратцлаф построил в 1912 новую мельницу с нефтяным двигателем мощностью 45 л.с. и оборудованием для выпуска муки трёх сортов. В 1920-е годы мельница перешла в государственную собственность и ещё работала, пока не сгорела в конце 1960-х годов.
С началом первой мировой войны, захватом власти большевиками и гражданской войной, в 1915—1920 гг., из-за закупа царскими властями лошадей и принадлежностей для военных нужд, изъятия лошадей и продуктов то белыми, то красными войсками, введения продразвёрстки, мобилизацией мужчин на службу — хозяйства крестьян были подорваны, а коллективизацией 1930 года — разрушены.
В связи с льготным кредитованием коллективов, политикой большевиков по поощрению кооперации в 1923 семь бедных хозяйств северной части Заборовки объединились в ТОЗ имени К.Маркса, а весной 1925 года южная половина села образовала сельхозартель «Энергия».
В 1930—1932 годах крестьяне Заборовки вместе с соседними сёлами Раевка, Софиевка и Домнинское, а также с новым меннонитским селом Галицкое, добровольно-принудительно под руководством коммунистов-большевиков вошли в колхоз «Энергия». В 1933—1942 годах в каждом селе был свой колхоз, в Заборовке — колхоз имени Димитрова.
С декабря 1950 г. по февраль 1961 г. Заборовка вместе с Раевкой, Софиевкой и Доменкой входила в колхоз «Искра» с центром в селе Софиевка — первый председатель Классен Генрих Иванович. С марта 1961 по 1992 г. Заборовка — в составе совхоза «Сосновский», 1993—1999 — АО «Сибирь» с центром в селе Сосновка.

## Школа
С 1908 на 1909 год занятия с учениками 1-4 классов проводились на дому, а к осени 1909 г. в Заборовке на средства крестьян построена школа с квартирой для учителя и занятия продлились, несмотря на отсутствие официального разрешения на открытие школы, которое получили только в 1913 году. В 1917—1922 годах учителем Заборовской начальной школы работал Янтцен Иван Иванович, переселившийся сюда из села Константиновка. Занятия велись на немецком языке.
Осенью 1918 года, переселившийся из Славгорода, учитель Фрезе Франц Францевич организовал в Заборовке центральную школу с набором в первый же год учеников в 5-й, 6-й и 7-й классы. Вторым и третьим учителями были проповедник Бернгард Гардер и сын руководителя местных новоменнонитов Пётр Яковлевич Винс. Под влиянием Ф. Ф. Фрезе, преподававшего естественные науки, эта школа стала «рассадником безбожия», даже Б. Гардер отказался от сана проповедника. Кроме немецкого языка и литературы, все предметы изучались на русском языке.
В апреле 1919 года занятия были прекращены в связи с мобилизацией учителей в армию Колчака. Осенью 1921 года Заборовская школа была преобразована в девятилетку с педагогическим уклоном, а осенью 1923 — снова в семилетку. Фрезе Ф. Ф. в 1923 г. был назначен директором школы-девятилетки в г. Павлодар.
Примерно в 1922 году учитель пения и музыки Левен Франц Абрамович приобрёл для школы бывший в употреблении комплект труб для духового оркестра, с которым затем летом 1923 г. около 70 старшеклассников и учителей Заборовской школы совершили двухнедельный поход по маршруту Заборовка-Экибастуз и обратно, дав при этом 10 концертов художественной самодеятельности в Надаровке, Ефремовке, Павлодаре и в Экибастузе.
В 1929—1938 годах снова все предметы велись на немецком языке. С 1957 года немецкий преподавался начиная со второго класса по два урока в неделю.

## Культура и быт
В 1957 году в Заборовке установили дизель-генератор и впервые в каждый дом провели электричество, а затем и местное радио.
В селе появилась библиотека и в приспособленном под клуб складе, дореволюционной постройки, стали демонстрировать художественные фильмы.